# Anolis robinsoni
Anolis robinsoni — вид ігуаноподібних ящірок родини анолісових (Dactyloidae). Ендемік Коста-Рики. Описаний у 2023 році.

## Поширення і екологія
Anolis robinsoni мешкають в басейнах річок Канделярія і Харіс та в передгір'ях Туррубарес у північно-західній частині хребта Кордильєра-де-Таламанка. Вони живуть у вологих тропічних лісах, на берегах річок, на висоті від 500 до 1100 м над рівнем моря. Ведуть напівводний спосіб життя.